# Novotróitskoie (Dalnerétxenski)
|  | Per a altres significats, vegeu «Novotróitskoie». |

Novotróitskoie (en rus: Новотроицкое) és un poble del krai de Primórie, a l'Extrem Orient de Rússia, que en el cens del 2010 tenia 148 habitants. Pertany al districte rural de Dalnerétxenski.